# アーネ・ダール・トルプ
アーネ・ダール・トルプ（Ane Dahl Torp）は、ノルウェーの女優。

## 出演作品
- 北欧サスペンス「凍てつく楽園」～島に沈む記憶～
- 1001グラム　ハカリしれない愛のこと（マリエ）
- 北欧サスペンス「凍てつく楽園」～森に眠る少女～
- パイオニア
- 私立探偵ヴァルグ
- 微熱　愛と革命の日々